# Micrurus oligoanellatus
Micrurus oligoanellatus (тамбітський кораловий аспід) — вид отруйних змій родини аспідових (Elapidae). Ендемік Колумбії.

## Поширення і екологія
Тамбітські коралові аспіди відомі з типової місцевості, розташованої в департаменті Каука на тихоокеанському узбережжі Колумбії. вони живуть на галявинах вологих тропічних лісів, на висоті від 1000 до 1500 м над рівнем моря.